# Лин (окръг, Тексас)
Вижте пояснителната страница за други значения на Лин.
Окръг Лин (на английски: Lynn County) е окръг в щата Тексас, Съединени американски щати. Площта му е 2313 km², а населението - 6550 души (2000). Административен център е град Тахока.